# Plinthocoelium
Genre
Plinthocoelium est un genre de coléoptères de la famille des Cerambycidae et de la sous-famille des Cerambycinae.

## Espèces
Plinthocoelium chilense - Plinthocoelium cobaltinum - Plinthocoelium columbinum - Plinthocoelium domingoensis - Plinthocoelium koppei - Plinthocoelium schwarzi - Plinthocoelium suaveolens - Plinthocoelium xanthogastrum